# Élections sénatoriales de 1946 en Ille-et-Vilaine
Les élections au Conseil de la République en Ille-et-Vilaine ont lieu le dimanche 24 novembre 1946 pour l'élection des 1 223 délégués au suffrage universel et le 8 décembre 1946 pour le vote de ces délégués. 
Elles ont pour but d'élire les 3 conseillers représentant le département au Conseil de la République pour un mandat de neuf années.

## Mode de scrutin
Le mode de scurtion est très complexe. Héritier de la volonté d'avoir deux chambres législatives du MRP et des radicaux, mais également de l'opposition très forte du PCF et de la SFIO à l'ancien mode de désignation des sénateurs (loi du 10 décembre 1884), le compromis trouvé pour le mode de scrutin ménage une grande part de désignation direct par les électeurs. Mais l'Assemblée vote pour élire certains membres, ceux de l'outre-mer sont élus par les élus locaux...

### 200 conseillers élus à la proportionnelle

#### Première phase le 24 novembre 1946
Le système électoral commence par une élection de délégués au scrutin direct.
- Dans chaque canton, les citoyens votent pour une liste de candidats. Ces derniers sont élus à la Proportionnelle à la plus forte moyenne.
- Il y a un délégué par tranche de 300 inscrits dans le canton. Les cantons dépassant 15 000 inscrits sont divisés en sections comprises entre 5 000 et 15 000 inscrits.
- Le panachage est interdit.
- Environ 85 000 délégués sont élus durant cette phase, dont 1 223 dans le département.

#### Seconde phase le 8 décembre 1946
- Les délégués élus dans les cantons le 24 novembre, ainsi que les députés et les conseillers généraux sont convoqués au chef-lieu de département pour voter pour un (ou des) "Conseiller de la République" par tranche de 500 000 habitants ou fraction de ce nombre.

Par exemple l'Ille-et-Vilaine en élit deux, étant peuplé de 578 246 personnes, soit un pour le seuil de 500 000 et un autre car elle dépasse ce seuil. Les deux candidats du MRP sont élus directement.
Le but est d'élire 200 Conseillers, mais le seuil d'habitants très haut ne permet pas d'atteindre ce chiffre et seulement 127 personnes sont élues directement.
- Pour obtenir les 200 élus, il est procédé à une centralisation de tous les votes obtenus dans chaque département par chaque candidat de chaque parti, dans une "commission centrale de recensement" à Paris.
- Les 73 sièges restant à pourvoir sont attribués aux partis selon la proportionnelle à la plus forte moyenne, en tenant compte des sièges déjà obtenu par chacun d'eux.
- Ensuite, ce ne sont pas les partis qui choisissent les élus. Ce sont les "meilleurs" non-élus, c'est-à-dire ceux qui ont obtenus la part de voix la plus haute dans leur département, sans toutefois être élus, qui deviennent Conseillers ; c'est ainsi qu'Eugène Quessot est élu

## Sénateurs sortants
| Sénateur | Sénateur                  | Parti                                     | Fonctions lors de l'élection en 1946 |
| -------- | ------------------------- | ----------------------------------------- | --- |
|          | Alphonse Gasnier-Duparc † | Radical-socialiste                        | Sénateur de 1932 à 1941, ancien conseiller général et maire de Saint-Malo. Avocat. A voté les Pleins pouvoirs au Maréchal Pétain. Il est décédé le 10 octobre 1945.                                                                        |
|          | Jean Lemaistre            | Radical indépendant                       | Sénateur de 1933 à 1941, ancien Maire de Rennes (1929-1935). Chef de service à la Préfecture de Rennes. A voté les Pleins pouvoirs au Maréchal Pétain.                                                                                     |
|          | Robert Bellanger          | Radical indépendant-Républicain de gauche | Sénateur de 1933 à 1941, ancien député (1928-1932). Industriel à Paris. A voté les Pleins pouvoirs au Maréchal Pétain. |
|          | Charles Stourm †          | URD                                       | Sénateur de 1932 à 1941, ancien conseiller général de Dol-de-Bretagne. Ancien Chef d'escadron, Propriétaire agricole. Il est décédé le 4 février 1940.                                                                                     |
|          | Alexandre Lefas           | URD                                       | Sénateur de 1933 à 1941, ancien président du Conseil Général (1924-1928), conseiller de Saint-Aubin-du-Cormier. Avocat, Professeur de Droit à l'Université de Lille, Propriétaire agricole. A voté les Pleins pouvoirs au Maréchal Pétain. |

## Élections des délégués (24 novembre 1946)
Les délégués sont élus le 24 novembre 1946 au suffrage universel. Ils sont élus au niveau cantonal à raison d'un délégué pour 300 électeurs. Le scrutin est proportionnel, à la méthode de la plus forte moyenne.
| Parti politique | Parti politique   | Parti politique | Premier tour | Premier tour | Premier tour |  |
| Parti politique | Parti politique   | Parti politique | Voix         | %            | Élus         |  |
| --------------- | ----------------- | --------------- | ------------ | ------------ | ------------ |  |
|                 | Liste             | MRP             | 120 081      | 44,19        | 708          |  |
|                 | Coalition         | MRP-PRL         | 47 832       | 17,60        | 39           |  |
|                 | Liste             | PCF-URR         | 38 575       | 14,20        | 199          |  |
|                 | Liste             | SFIO            | 31 829       | 11,71        | 193          |  |
|                 | Union des Gauches | PCF-SFIO-Rad    | 14 320       | 5,27         | 68           |  |
|                 | Coalition         | SFIO-Rad        | 12 548       | 4,62         | ?            |  |
|                 | Liste             | RGR             | 4 311        | 1,59         | 16           |  |
|                 | Coalition         | PCF-SFIO        | 2 216        | 0,82         | ?            |  |
|                 |                   |                 |              |              |              |  |
| Inscrits        | Inscrits          | Inscrits        | 360 558      |              | 1223         |  |
| Votants         | Votants           | Votants         | 276 726      | 76,75        |              |  |
| Exprimés        | Exprimés          | Exprimés        | 271 711      | 98,19        |              |  |

## Élections des conseillers (8 décembre 1946)

### Listes candidates
| N° | Candidats | Candidats         | Parti | Principales fonctions                          |
| -- | --------- | ----------------- | ----- | ---------------------------------------------- |
| 01 |           | Hippolyte Réhault | MRP   | Maire de Fougères. Industriel de la chaussure. |
| 02 |           | Victor Janton     | MRP   | Professeur de philosophie au Lycée de Rennes.  |

| N° | Candidats | Candidats       | Parti | Principales fonctions                                                        |
| -- | --------- | --------------- | ----- | ---------------------------------------------------------------------------- |
| 01 |           | Eugène Quessot  | SFIO  | Conseiller général de Rennes-Sud-Est. Ajusteur aux Chemins de fer de l’État. |
| 02 |           | Eugène Trébourg | SFIO  | Adjoint au maire de Fougères. Ouvrier en chaussures, dirigeant coopératif.   |

| N° | Candidats | Candidats          | Parti | Principales fonctions            |
| -- | --------- | ------------------ | ----- | -------------------------------- |
| 01 |           | Maurice Dupuis     | PCF   | Journaliste.                     |
| 02 |           | Aristide Le Dantec | PCF   | Maire de Saint-Lunaire. Médecin. |

### Résultats
| Tête de liste et parti politique | Tête de liste et parti politique | Tête de liste et parti politique | Premier tour | Premier tour | Premier tour |  |
| Tête de liste et parti politique | Tête de liste et parti politique | Tête de liste et parti politique | Voix         | %            | Élus         |  |
| -------------------------------- | -------------------------------- | -------------------------------- | ------------ | ------------ | ------------ |  |
|                                  | Hippolyte Réhault                | MRP                              | 783          | 62,29        | 2            |  |
|                                  | Eugène Quessot                   | SFIO                             | 261          | 20,76        | 0+1*         |  |
|                                  | Maurice Dupuis                   | PCF                              | 213          | 16,95        | 0            |  |
|                                  |                                  |                                  |              |              |              |  |
| Inscrits                         | Inscrits                         | Inscrits                         | 1 272        |              | 3            |  |
| Votants                          | Votants                          | Votants                          | 1 269        | 99,76        |              |  |
| Exprimés                         | Exprimés                         | Exprimés                         | 1 257        | 99,05        |              |  |

- Eugène Quessot[2] (SFIO) est élu au titre de la répartition interdépartementale des 73 conseillers non élus directement.

### Conseillers de la République élus
| Sénateur | Sénateur          | Parti | Fonctions lors de l'élection en 1946                                         |
| -------- | ----------------- | ----- | ---------------------------------------------------------------------------- |
|          | Hippolyte Réhault | MRP   | Maire de Fougères. Industriel de la chaussure.                               |
|          | Victor Janton     | MRP   | Professeur de philosophie au Lycée de Rennes.                                |
|          | Eugène Quessot    | SFIO  | Conseiller général de Rennes-Sud-Est. Ajusteur aux Chemins de fer de l’État. |